# Jaime Ruiz Dorado
Jaime Ruiz Dorado (nacido el 24 de diciembre de 1975, en Culiacán, Sinaloa) es un centrocampista ofensivo de fútbol, hizo su debut en Primera División el 19 de agosto de 1999 en una derrota por 2-1 contra Pachuca .

## Trayectoria
Este mediocampista ofensivo muy regular y hábil, con excelente disparo de media distancia, debuta en el Invierno 1999 con el Cruz Azul. Pasa al Club Celaya en el Invierno 2001. Después de un periodo sin jugar en Primera División, regresa al máximo circuito en el Apertura 2003 con el Irapuato, equipo recién ascendido. Ante la desaparición del Irapuato por la reducción a 18 equipos en la división de privilegio de México, para el Apertura 2004 pasa al recién ascendido Dorados de Sinaloa donde es un titular casi indiscutible, pero no puede lograr la salvación al final del Clausura 2006.
Para el Apertura 2006 pasa al Veracruz en un paquete junto con Cirilo Saucedo, Jorge Iván Estrada y David Mendoza.

### Clubes
| Club                        | País                | Año         | Partidos | Goles | Media |
| --------------------------- | ------------------- | ----------- | -------- | ----- | ----- |
| Cruz Azul Hidalgo           | México              | 1997 - 1999 | 40       | 7     | 0.18  |
| Cruz Azul                   | México              | 1999 - 2001 | 23       | 2     | 0.09  |
| Atlético Celaya             | México              | 2001 - 2002 | 18       | 0     | 0     |
| Real Sociedad de Zacatecas  | México              | 2003        | 2        | 0     | 0     |
| Club Irapuato               | México              | 2003 - 2004 | 24       | 1     | 0.04  |
| Dorados de Sinaloa          | México              | 2004 - 2006 | 65       | 5     | 0.08  |
| Tiburones Rojos de Veracruz | México              | 2006        | 5        | 0     | 0     |
| Club Necaxa                 | México              | 2007        | 18       | 2     | 0.11  |
| Tiburones Rojos de Veracruz | México              | 2007        | 0        | 0     | 0     |
| Monarcas Morelia            | México              | 2008        | 6        | 0     | 0     |
| Tampico Madero              | México              | 2008        | 11       | 3     | 0.27  |
| Total en su carrera         | Total en su carrera | 1997 - 2008 | 212      | 20    | 0.09  |